# Савельева, Мария
Мария Савельева (род. 18 января 1997, Таллин) — игрок и тренер настольного хоккея национальной и женской сборной Эстонии, действующая чемпионка мира и Европы в личном зачёте. Представляет таллинский клуб "SK Raua".

## Спортивная карьера
В турнирах настольного хоккея участвует с весны 2005 года. Тренировки начала с отцом, спортивным журналистом и капитаном национальной сборной Игорем Савельевым. Уже на втором своём турнире — Кубке Таллина добилась первого места среди женщин. С тех пор Савельева неизменно занимала первое место среди эстонских женщин. Международные успехи пришли через несколько лет, так, на чемпионате мира 2011 года Савельева дошла до финала, где уступила россиянке Марии Ялбачевой. С осени 2017 года Савельева занимает первое место в мировом женском рейтинге. Однако золота пришлось ждать до 2018 года, когда на чемпионате Европы среди женщин было завоевано первое место, а через год победой в финале над латышкой Лаймой Камзолой был добыт и титул чемпионки мира.
Так же Савельева многократно становилась победителем этапов Мирового тура в женском разряде, в частности, 6 раз побеждала в женском разряде Кубка Риги.
Савельева — единственный игрок, которая на чемпионатах мира играет в составе как женской, так и национальной сборной. Одновременно со спортивной карьерой она участвует в тренировочном процессе и организации соревнований как начинающих игроков, так и игроков сборной, являясь чемпионкой Эстонии 2018/2019 года так же и в общем зачёте. Со 2016 года — член правления Союза настольного хоккея Эстонии.
В 2019 году Эстония впервые выставила женскую сборную на чемпионате мира, занявшую там четвёртое место. На чемпионате мира 2021 года, который проходил в Таллинне Мария Савельева стала двукратной чемпионкой мира, а вместе с командой завоевала бронзу в женском командном разряде.

## Примечания

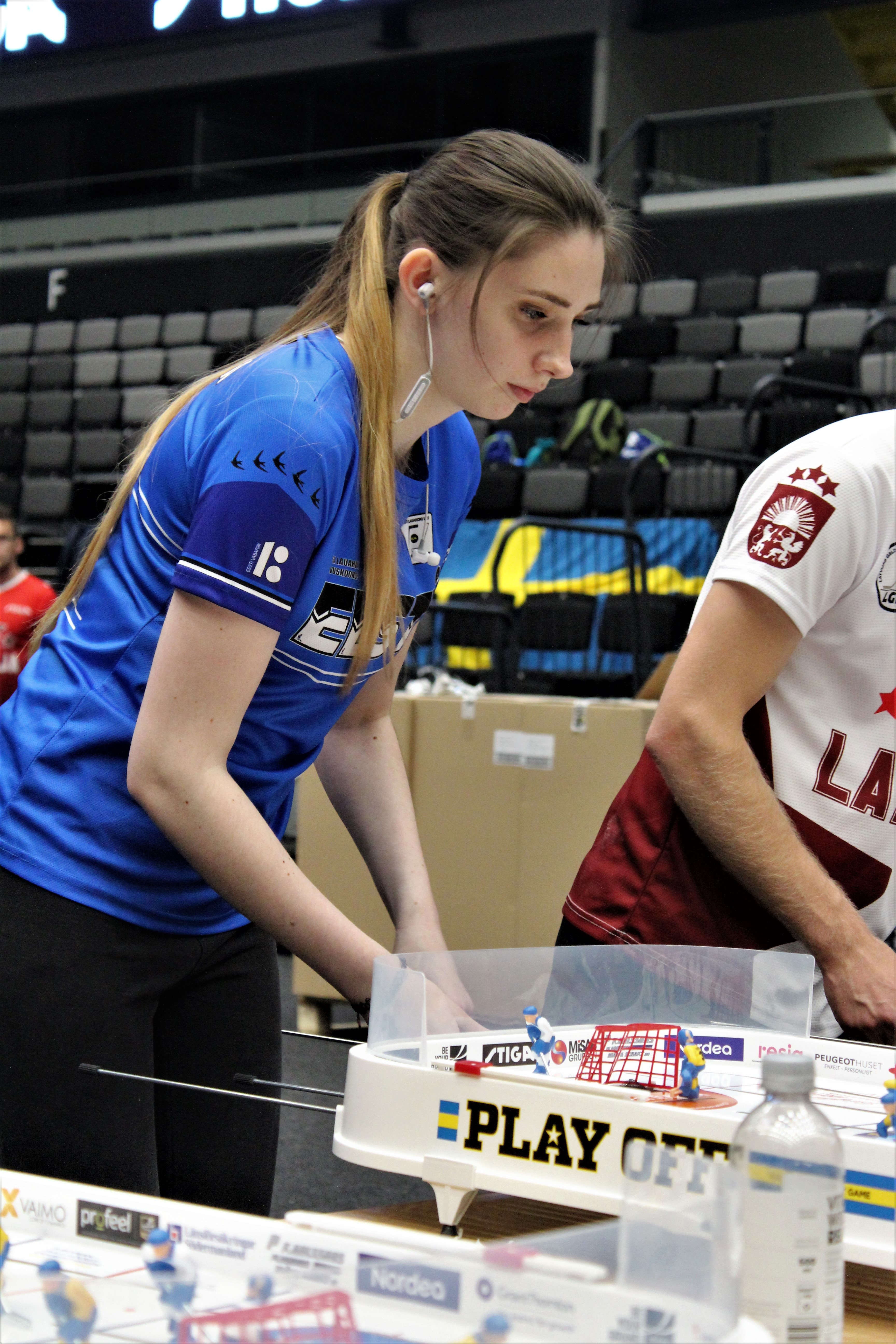
Мария Савельева на чемпионате Европы 2018 года